# Shahrestān di Meybod

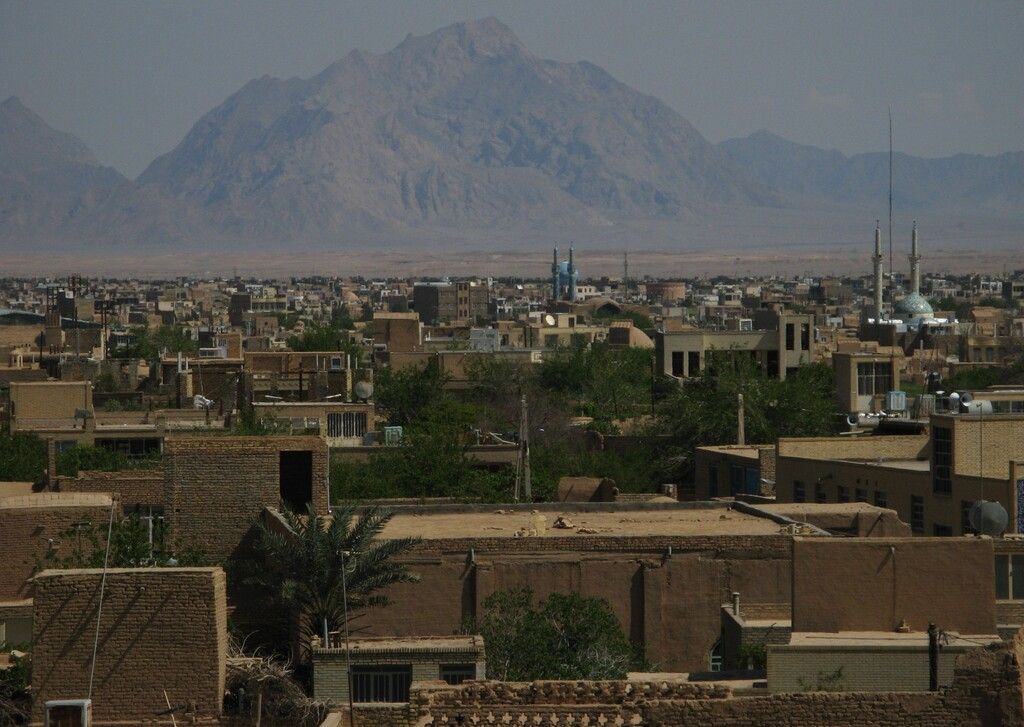
Meybod, panorama dal castello.

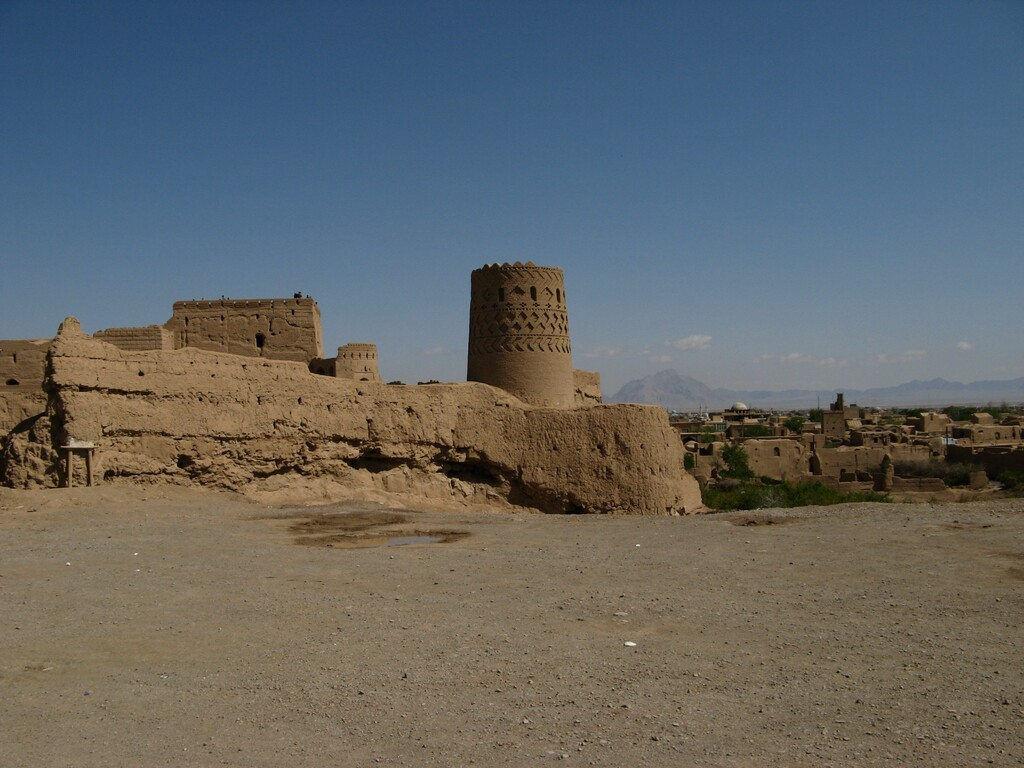
Meybod, il castello Narein (Narin).

Lo shahrestān di Meybod (farsi شهرستان میبد) è uno degli 11 shahrestān della provincia di Yazd, il capoluogo è Meybod.